# Juan de Santa María Alonso de Valeria
Fray Juan de Santa María Alonso de Valeria y Marchante OFM Disco. (Terriente, 1642-Lérida, 15 de diciembre de 1700) fue un religioso católico español, miembro de la orden franciscana. Fue obispo de Solsona, entre 1694 a 1699 y obispo de Lérida, entre 1699 hasta su fallecimiento en 1700.

## Biografía
Bautizado con el nombre de Gaspar en el seno de una familia noble de Terriente (Teruel), tomó el nombre de Juan de Santa María al entrar en la orden de los franciscanos descalzos. 
Destinado al convento de Santa Lucia al Monte, Nápoles, llegó a ser ministro provincial y definidor general.
Fue consejero de la Congregación de Ritos, calificador de la Inquisición, teólogo y predicador de la casa real y miembro del consejo real. El papa lo nombró también prelado doméstico.
En 1694 fue designado obispo de Solsona. Dos años más tarde, Carlos II lo nombró embajador en Viena. 
De su actividad en la corte austríaca consta un retrato suyo en Praga y una biografía del emperador Leopoldo I de Austria escrita por Alonso de Valeria.
En 1699 fue elegido obispo de Lérida, donde entró tres meses antes de morir en diciembre de 1700.

## Obras
Latassa recoge varias obras teológicas de Alonso de Valeria, normalmente publicadas en italiano durante su estancia en Nápoles y posteriormente traducidas al español. Destacan:
- Disciplina regular o reforma del hombre interior y exterior
- Ceremoniale ad usum Provintia Fratrum Minorum Discalceatorum Beati Petri de Alcantara Regni Neapolitani
- Estatutos para el uso de monjas descalzas del monasterio de Fara
- Recombenciones y saludables consejos de la Verdad
- Statuta ad regimen Provintia Fratrum Minorum Nudipendum Beati Petri de Alcantara Regni Neapolitani
- Vida del máximo emperador Leopoldo Primero

Fue además autor de un volumen de poesías titulado Engaños desengañados a la luz de la verdad: poesías sacras, místicas, morales, y fúnebres. Escritas con clara tinta del Santo Desengaño por Gaspar Alonso de Valeria, aragonés, publicado en Nápoles por Carlo Porsile, 1681, junto con otras poesías de Manuel García Bustamante, secretario del marqués de los Vélez, virrey de Nápoles.